# Gheorgheni
Gheorgheni (en hongrois Gyergyószentmiklós, en allemand Niklasmarkt) est une municipalité du județ de Harghita en Roumanie et fait partie de la région de Transylvanie (Pays sicule)

## Villages
La municipalité est composée des cinq villages suivants :
- Covacipeter (Kovácspéter)
- Gheorgheni (Gyergyószentmiklós), le siège de la commune
- Lacul Roșu (Gyilkostó)
- Vargatac (Vargatag)
- Visafolio (Visszafolyó)

## Histoire
La ville fait historiquement partie du Pays sicule. Elle a été mentionnée la première fois en 1332. Elle a été le territoire du royaume de Hongrie, de la principauté de Transylvanie de 1557 à 1765, et au Grand Duché de Transylvanie de 1765 à 1867.
Entre les années 1867 à 1918, elle retombe dans le royaume de Hongrie.
Après la Première Guerre mondiale, par les termes du traité de Trianon de 1920, la ville appartient à la Roumanie. Pendant la Seconde Guerre mondiale, elle redevient hongroise mais à l'armistice, la ville revient sous administration roumaine, et devient territoire roumain.
Le lundi 3 décembre 2010, un homme d'affaires roumain du nom de László Bajkó inaugure la première fabrique de sarmale du pays à Gheorgheni.

## Démographie
Lors du recensement de 2011, 83,63 % de la population se déclarent hongrois, 9,05 % comme roumains, 2,37 % comme roms (4,76 % ne déclarent pas s'appartenance ethnique et 0,07 % d'une autre ethnie).

## Politique
| Parti | Parti                                      | Sièges |
| ----- | ------------------------------------------ | ------ |
|       | Parti civique magyar (PCM)                 | 10     |
|       | Union démocrate magyare de Roumanie (UDMR) | 6      |
|       | Parti des hommes libres (POL)              | 2      |
|       | Parti national libéral (PNL)               | 1      |

| Période | Période  | Identité    | Étiquette | Qualité |
| ------- | -------- | ----------- | --------- | ------- |
| 2008    | 2016     | János Mezei | PCM       |         |
| 2016    | En cours | Zoltán Nagy | PCM       |         |

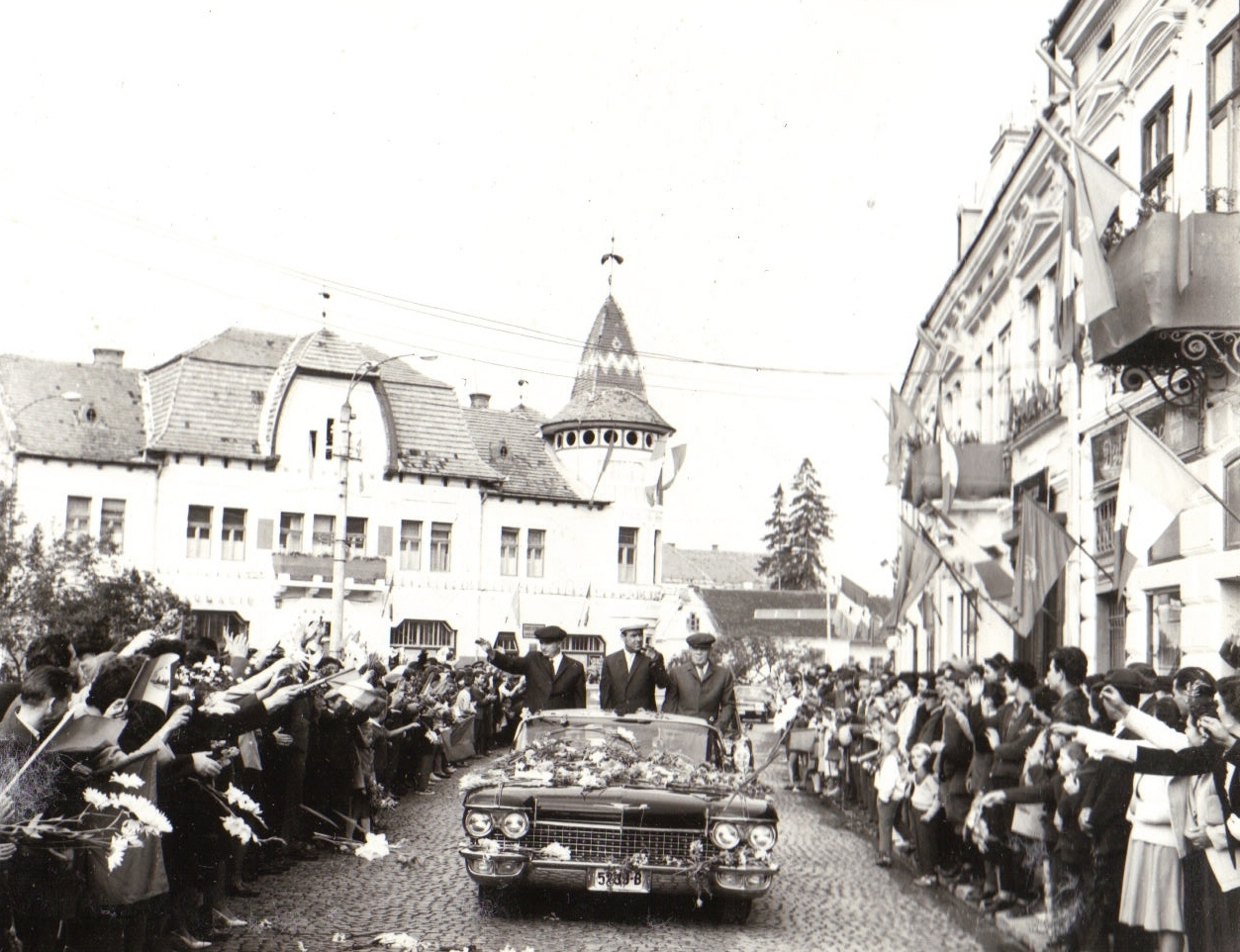
Visite des dirigeants du Parti communiste en 1966
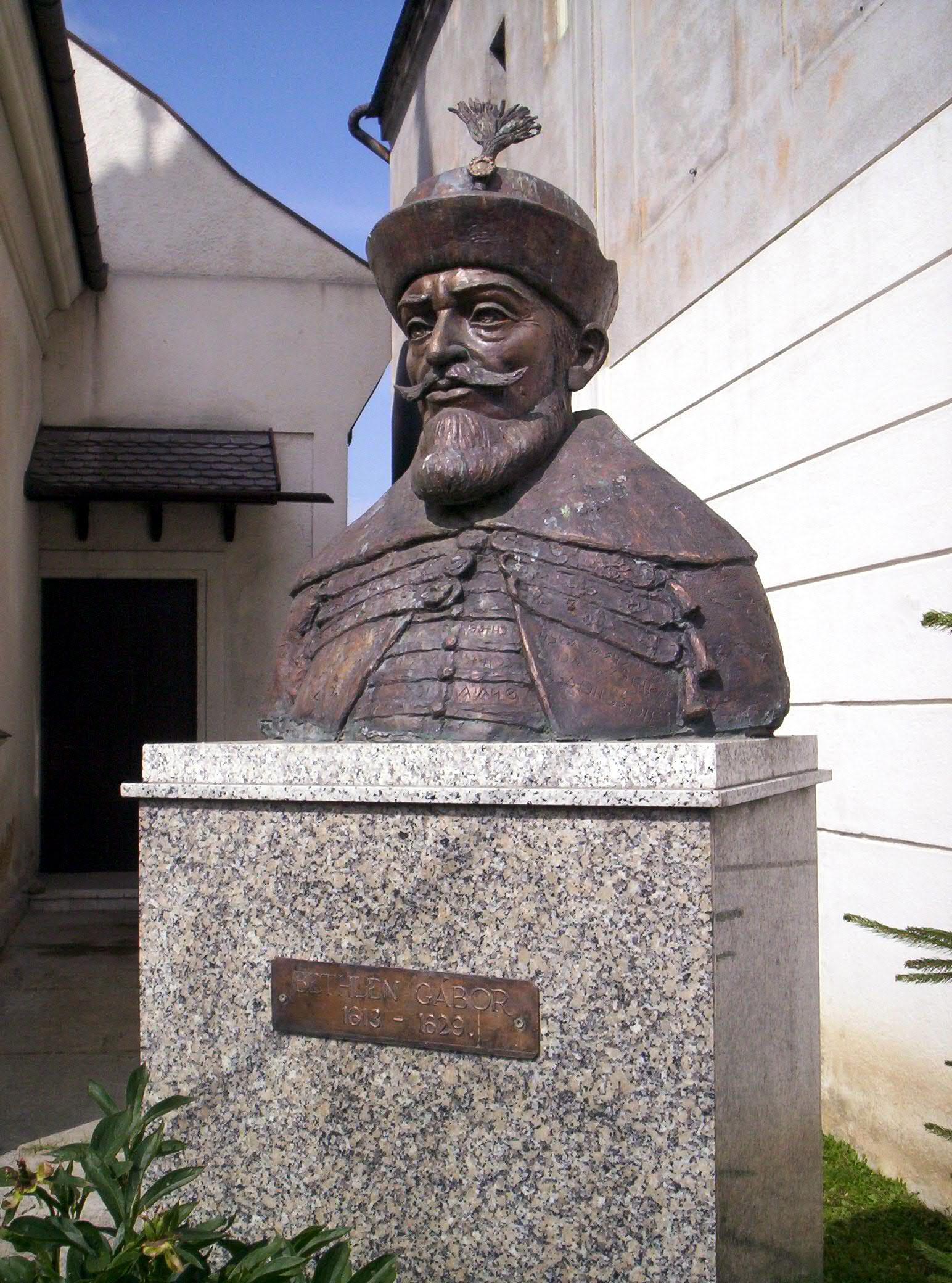
Statue de Gabriel Bethlen
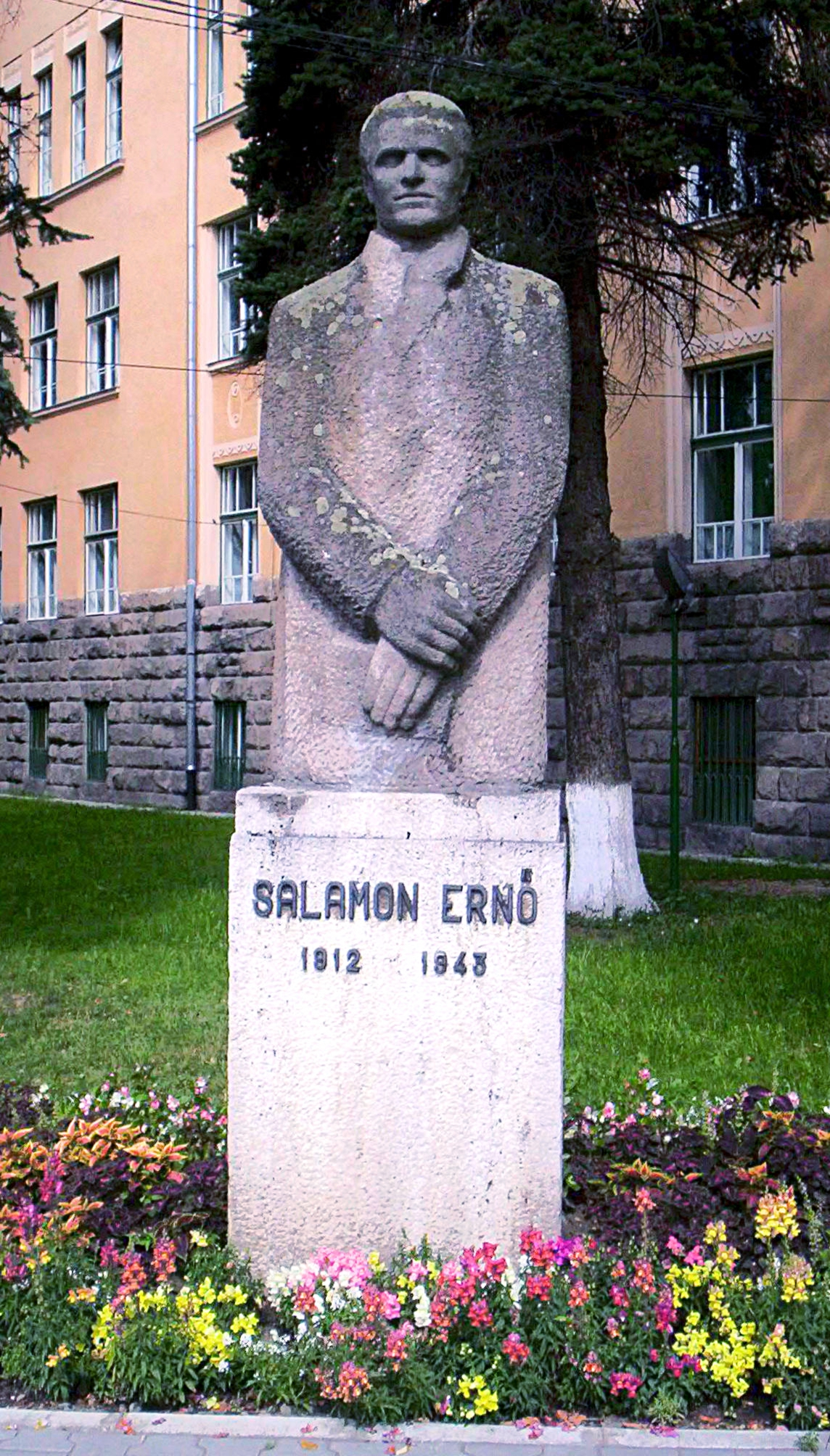
Salamon Ernő (hu), poète et journaliste

## Jumelages
La ville de Gheorgheni est jumelée avec :
- Szigetszentmiklós (Hongrie)
- Siófok (Hongrie)
- Bačka Topola (Serbie)
- Békés (Hongrie)
- Kiskunmajsa (Hongrie)
- Eger (Hongrie)
- Cegléd (Hongrie)
- Belváros-Lipótváros (Hongrie)
- Rákosmente (Hongrie)
- Šamorín (Slovaquie)

## Personnalités locales
- László Bajkó, fondateur de la première fabrique de sarmale à Gyergyószentmiklós.
- Salamon Ernő (hu), poète et journaliste, y est né en 1912.